# Mechanitis sulphurea
Mechanitis sulphurea är en fjärilsart som beskrevs av May 1924. Mechanitis sulphurea ingår i släktet Mechanitis och familjen praktfjärilar. Inga underarter finns listade i Catalogue of Life.